# Exochella avicularis
Exochella avicularis är en mossdjursart som beskrevs av Hayward 1991. Exochella avicularis ingår i släktet Exochella och familjen Exochellidae. Inga underarter finns listade i Catalogue of Life.